# David Brandfellner
David Brandfellner (* 20. November 1992 in Wien) ist ein ehemaliger österreichischer Handballspieler.

## Karriere
Der gebürtige Wiener lief das erste Mal im Alter von nur 15 Jahren für die erste Mannschaft des Handballclub Fivers Margareten in der Handball Liga Austria auf. Für die Margaretner war der Rechtsaußen davor auch in diversen Jugendmannschaften aktiv war. Als Jugendspieler war Brandfellner außerdem Teil der Jugend-Auswahl des Wiener Handballverbandes, wo er unter anderem mit späteren Teamkollegen wie Martin Fuger oder Leopold Hellerich spielte. Mit dem Handballclub Fivers Margareten gewann er 2011, 2016 und 2018 die österreichische Meisterschaft, 2011 wurde er von der Liga auch zum "Newcomer des Jahres" gewählt. Weiters sicherte er sich mit den Margaretnern (2009, 2012, 2013, 2015, 2016 und 2017) bereits sechsmal den ÖHB-Cup. Nach der Saison 2022/23 beendete Brandfellner seine Karriere.
Seit dem Jahr 2011 war er auch wiederholt für das Nationalteam aktiv. Bei der Europameisterschaft 2020 bestritt er krankheitsbedingt nur das Auftaktspiel.

## HLA-Bilanz
| 2008/09   | Handballclub Fivers Margareten                                  | HLA                                                             | 2                                                               | 0                                                               | 2                                                               |                                                                 |                                                                 |                                                                 |                                                                 |                                                                 |
| 2009/10   | Handballclub Fivers Margareten                                  | HLA                                                             | 10                                                              | 0                                                               | 10                                                              |                                                                 |                                                                 |                                                                 |                                                                 |                                                                 |
| 2010/11   | Handballclub Fivers Margareten                                  | HLA                                                             | 106                                                             | 0                                                               | 106                                                             |                                                                 |                                                                 |                                                                 |                                                                 |                                                                 |
| 2011/12   | Handballclub Fivers Margareten                                  | HLA                                                             | 95                                                              | 0                                                               | 95                                                              |                                                                 |                                                                 |                                                                 |                                                                 |                                                                 |
| 2012/13   | Handballclub Fivers Margareten                                  | HLA                                                             | 9                                                               | 0                                                               | 9                                                               |                                                                 |                                                                 |                                                                 |                                                                 |                                                                 |
| 2013/14   | Handballclub Fivers Margareten                                  | HLA                                                             | 89                                                              | 0                                                               | 89                                                              |                                                                 |                                                                 |                                                                 |                                                                 |                                                                 |
| 2014/15   | Handballclub Fivers Margareten                                  | HLA                                                             | 89                                                              | 0                                                               | 89                                                              |                                                                 |                                                                 |                                                                 |                                                                 |                                                                 |
| 2015/16   | Handballclub Fivers Margareten                                  | HLA                                                             | 92                                                              | 0                                                               | 92                                                              |                                                                 |                                                                 |                                                                 |                                                                 |                                                                 |
| 2016/17   | Handballclub Fivers Margareten                                  | HLA                                                             | 110                                                             | 0                                                               | 110                                                             |                                                                 |                                                                 |                                                                 |                                                                 |                                                                 |
| 2017/18   | Handballclub Fivers Margareten                                  | HLA                                                             | 83                                                              | 0                                                               | 83                                                              |                                                                 |                                                                 |                                                                 |                                                                 |                                                                 |
| 2018/19   | Handballclub Fivers Margareten                                  | HLA                                                             | 102                                                             | 0                                                               | 102                                                             |                                                                 |                                                                 |                                                                 |                                                                 |                                                                 |
| 2019/20   | Saison aufgrund der COVID-19-Pandemie in Österreich abgebrochen | Saison aufgrund der COVID-19-Pandemie in Österreich abgebrochen | Saison aufgrund der COVID-19-Pandemie in Österreich abgebrochen | Saison aufgrund der COVID-19-Pandemie in Österreich abgebrochen | Saison aufgrund der COVID-19-Pandemie in Österreich abgebrochen | Saison aufgrund der COVID-19-Pandemie in Österreich abgebrochen | Saison aufgrund der COVID-19-Pandemie in Österreich abgebrochen | Saison aufgrund der COVID-19-Pandemie in Österreich abgebrochen | Saison aufgrund der COVID-19-Pandemie in Österreich abgebrochen | Saison aufgrund der COVID-19-Pandemie in Österreich abgebrochen |
| 2020/21   | Handballclub Fivers Margareten                                  | HLA                                                             | 73                                                              | 0                                                               | 73                                                              |                                                                 |                                                                 |                                                                 |                                                                 |                                                                 |
| 2008–2019 | gesamt                                                          | HLA                                                             | 860                                                             | 0                                                               | 860                                                             |                                                                 |                                                                 |                                                                 |                                                                 |                                                                 |

## Erfolge
- 1× HLA „Newcomer des Jahres“ 2010/11
- 3× Österreichischer Meister 2010/11, 2015/16, 2017/18
- 7× Österreichischer Pokalsieger 2008/09, 2011/12, 2012/13, 2014/15, 2015/16, 2016/17, 2020/21